# José Cruz (político)
José Cruz (Ciudad de México; Siglo XX) es un abogado y político mexicano-estadounidense que se desempeñó como miembro de la Cámara de Representantes de Oklahoma por el distrito 89 desde noviembre de 2020 hasta enero de 2022.

## Primeros años
Nació en la Ciudad de México pero desde temprana edad emigró a Estados Unidos y fue criado en Chicago. Obtuvo una Licenciatura en Ciencias en comunicación de masas y estudios de medios de la Universidad Cristiana de Oklahoma y un Doctorado en Jurisprudencia de la Facultad de Derecho de la Universidad de Oklahoma City.

## Carrera

### Carrera pre-política
De 2012 a 2014, Cruz trabajó como representante financiero de Northwestern Mutual. En 2014 y 2015, dirigió la exitosa campaña de Michael Brooks-Jimenez para el Senado de Oklahoma. También trabajó como asistente legal para el bufete de abogados de Brooks-Jimenez. Luego, Cruz se unió a la oficina de la congresista Kendra Horn y se desempeñó como su especialista en alcance comunitario hasta que dejó el cargo en 2019. Fue abogado en Foshee & Yaffe hasta que dejó la firma en 2021.
Cruz ha sido miembro de la junta directiva de Variety Care desde 2014.

### Cámara de Representantes de Oklahoma
Cruz fue elegido miembro de la Cámara de Representantes de Oklahoma en noviembre de 2020 después de que la titular Shane Stone renunció para tomar un trabajo en Arizona. Asumió el cargo el 11 de noviembre de 2020. Cruz fue el primer latino en representar al distrito 89 de la Cámara de Representantes de Oklahoma.
Mientras estuvo en la Cámara de Representantes de Oklahoma, Cruz sirvió en el Comité Judicial Penal de la Cámara y en el Comité de Agricultura y Desarrollo Rural de la Cámara. También se desempeñó como miembro del Subcomité de Asignaciones y Presupuesto sobre Poder Judicial y Seguridad Pública y fue miembro fundador del Caucus Legislativo Latino de Oklahoma bipartidista y bicameral en 2021.

#### Dimisión
Renunció el 21 de enero de 2022 luego de "actuar de manera inapropiada" en una fiesta de Nochevieja. Después de la renuncia de Cruz, una cabildera se presentó alegando que él la agredió en su apartamento en una fiesta de Nochevieja y presentó un informe policial alegando incidentes similares con otras dos mujeres. La líder de la minoría de la Cámara, Emily Virgin, y la presidenta del Caucus, Cyndi Munson, aconsejaron a Cruz que renunciara el 16 de enero de 2022 después de enterarse de las acusaciones.